# Каменный (приток Шевли)
Каменный — река в России, протекает по Тугуро-Чумиканскому району Хабаровского края. Длина реки — 11 км.
Начинается на южном склоне хребта Джагды. Течёт на юг по склону, поросшему лиственнично-берёзовой тайгой. Впадает в Шевли слева на расстоянии 148 км от устья.

## Данные водного реестра
По данным государственного водного реестра России относится к Амурскому бассейновому округу, речной бассейн реки Уда, водохозяйственный участок реки — Уда.
Код объекта в государственном водном реестре — 20020000112119000160709.